# 4Licensing Corporation
A 4Licensing Corporation (anteriormente 4Kids Entertainment) foi uma empresa americana de filmes e televisão.  Conhecida por dublar animes japoneses em inglês e especializada na produção, aquisição e licenciamento de entretenimento para crianças em torno dos Estados Unidos. O primeiro anime dublado pela empresa foi Pokémon (da primeira a oitava temporada) e foi ao ar na Kids' WB nos Estados Unidos. A empresa foi mais conhecida pela sua variedade de licenças de televisão que incluiu as franquias japonesas de anime Pokémon e Yu-Gi-Oh!. Ela também teve dois blocos de animações em canais americanos: o CW4Kids no canal The CW e a 4Kids TV no canal Fox.
Encerrou as suas atividades em 7 de fevereiro de 2017 devido à falência.

## Sobre
4Kids Entertainment licenciava uma grande variedade de produtos de mídia, desde videogames e programas de televisão para linhas de brinquedos com a Força Aérea Real. A 4Kids concentra-se em conteúdo de licenciamento para crianças e pré-adolescentes no mercado incluindo um conteúdo tanto para meninos e meninas. Muitas de suas licenças são dublagens de animes japoneses incluindo Fighting Foodons e Shaman King enquanto que outras são animações ocidentais ou imóveis como Chaotic e De Volta para o Futuro (série animada). A maioria dos programas são ou licenciados para fora para as estações locais ou para transmissão nos seus programas de TV dedicados no bloco 4Kids TV. Tipicamente a 4Kids irá manter várias propriedades em hiato (como Yu-Gi-Oh! GX) ou na produção para permitir a rotatividade de seus produtos existentes. A 4Kids também licencia suas mercadorias sendo séries de animação e brinquedos.

## Televisão

### FoxBox/4Kids TV
No final de janeiro de 2002, a 4Kids Entertainment assinava um contrato de quatro anos com a Fox para a exibição de suas animações aos sábados. A Fox estreou no dia 14 de setembro de 2002 como "FoxBox"  depois que a Fox Kids foi dissolvida após a compra da Fox Family Worldwide pela The Walt Disney Company. A FoxBox foi rebatizada para "4Kids TV" em janeiro de 2005. 4Kids Entertainment é totalmente responsável pelo conteúdo do bloco e recolhe todas as receitas de publicidade da mesma. 4Kids Entertainment anunciou que iria terminar o seu contrato com a Fox e terminar o seu bloco infantil no canal durante o final de 2008. A transmissão final da 4Kids na Fox TV foi em 27 de dezembro de 2008.
Muitas das licenças distribuídas pela 4Kids Entertainment, e apresentadas na TV 4Kids são vendidas pela 4Kids Productions, que é uma subsidiária integral da 4Kids Entertainment. Lançado em 1992, a empresa lida principalmente com a televisão, cinema, vídeo doméstico, e as licenças de música, e atualmente gerencia a programação para a 4KidsTV.

### The CW4Kids
Em 2 de outubro de 2007, a Warner Bros e a CBS anunciaram que a Kids' WB, bloco que fazia parte da programação do canal The CW, teria um fim em 2008 e deixaria de ser comercializado e produzido devido a fatores que incluem a construção de publicidade para crianças e restrições de comercialização e concorrência a cabo. Direitos de cinco blocos exibidos nas manhãs de sábado foram comprados pela 4Kids. Desde então, eles começaram a adicionar suas animações ao canal a partir de setembro de 2008, mudando o nome do programa para TheCW4Kids. Por causa de um negócio adicional, a 4Kids conseguiu quatro horas de programação. Em 3 de janeiro de 2009, após novas atrações começarem a estrear no quadro, como o seriado Kamen Rider: Dragon Knight (Kamen Rider: O Cavaleiro Dragão, no Brasil), a audiência do programa matinal começou a alavancar, ultrapassando até a ABC Kids, quadro infantil da maior emissora do país e que exibia a série Power Rangers: RPM, principal concorrente de Kamen Rider. Depois do cancelamento do seriado, em 26 de dezembro de 2009, a audiência do programa infantil começou a despencar, até que foi renomeado para Toonzai em 14 de agosto de 2010, sofrendo uma grande reformulação e estreando novas atrações, como Magical Do-Re-Mi!, Cubix, Dinossauro Rei,  Yu-Gi-Oh!, Yu-Gi-Oh! 5D's, Sonic X e Dragon Ball Z Kai.

### Toonzai
Toonzai é um bloco exibido aos sábados de manha pela CW, que estreou em 14 de agosto de 2010 (originalmente prevista para Setembro de 2010) tomando o lugar do CW4Kids. Mesmo que a 4KidsTV foi interrompida, como é agora apenas online, este bloco de programação continuou a usar o nome CW4Kids, para refletir o antigo bloco. 4Kids também indicou que vai manter Yu-Gi-Oh! e Sonic X em seu lineup. Além disso, também vai ao ar no Toonzai, o anime Dragon Ball Z Kai. Dragon Ball Z Kai também vai ao ar na rede Nicktoons dos EUA. O nome "Toonzai" é semelhante ao antigo bloco do Cartoon Network dedicado a animes, o "Toonami", que foi ao ar de julho de 2001 a junho de 2002.